# Notre-Dame de Knock
Pour les articles homonymes, voir Notre-Dame et Knock.
Notre-Dame de Knock, est le vocable utilisée pour désigner la Vierge Marie telle qu'elle serait apparue à Knock (Irlande) en 1879. Cette apparition mariale aurait été accompagnée d'autres apparitions de saint Joseph, de saint Jean, d'anges et de Jésus-Christ (l'Agneau de Dieu). Cette apparition est reconnue comme authentique par l'Église catholique.
En 1954, la statue de Notre-Dame de Knock est couronnée officiellement « reine d'Irlande » dans le sanctuaire de Knock. Plusieurs papes ont offert des marques de reconnaissance au sanctuaire de Knock, et à Notre-Dame de Knock. Saint Jean-Paul II et le pape François sont venus sur place pour prendre un temps de prière sur le lieu d'apparition, et devant Notre-Dame de Knock.
Si le sanctuaire de Knock reste le plus important sanctuaire marial du pays, de multiples églises à travers le monde lui sont consacrées ou lui offrent un espace (chapelle axiale, statues, vitraux...) de dévotion.

## L'apparition

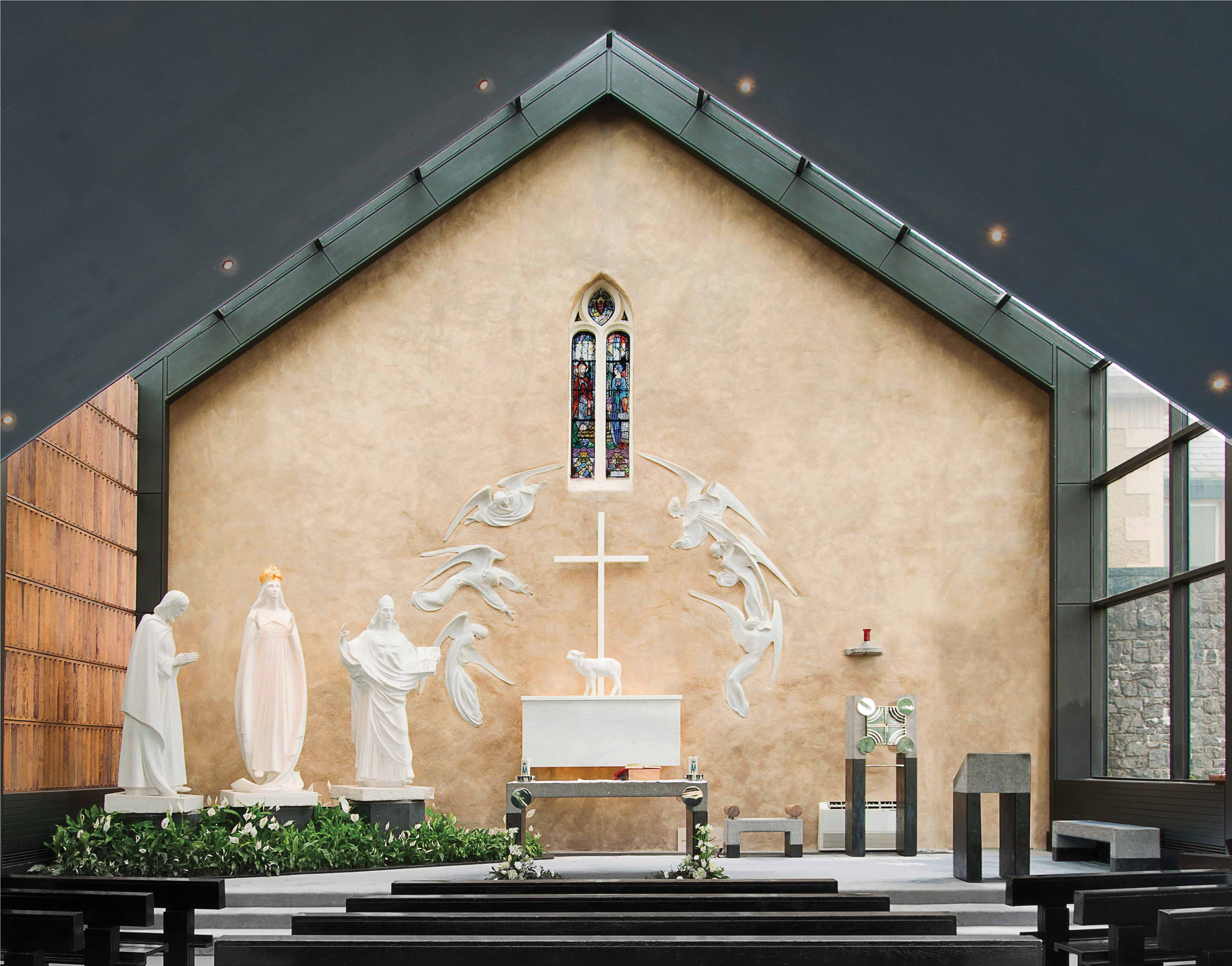
Représentation de la scène de l'apparition, dans la chapelle de l'apparition.

L'apparition mariale de Knock s'est déroulée à Knock (Irlande) le 21 août 1879 vers 19 h. Les témoins de ce phénomène ont déclaré avoir vu la Vierge Marie accompagnée d'autres personnes (saint Joseph, saint Jean, anges et Jésus-Christ « l'Agneau de Dieu ») sur le mur extérieur de l'église du village. Aucune parole ni aucun message n'ont été transmis aux voyants durant les deux heures d'apparition, dont plus d'une quinzaine de personnes ont dit avoir été témoins. Cette apparition silencieuse et immobile s'est produite sous une pluie battante, poussant certains voyants à quitter le lieu avant la fin de l'événement,.
Très vite, l'évêque du lieu a ouvert une enquête canonique, mais malgré l'avis favorable de la commission d'enquête, il n'a pas fait la proclamation de reconnaissance officielle que de très nombreuses personnes attendaient. Le pèlerinage à Knock débute très vite, dans les semaines qui suivent cet événement, et la déclaration de plusieurs guérisons et miracles amènent la population à dénommer Knock « le Lourdes irlandais »,.

## Notoriété

### Le sanctuaire de Knock

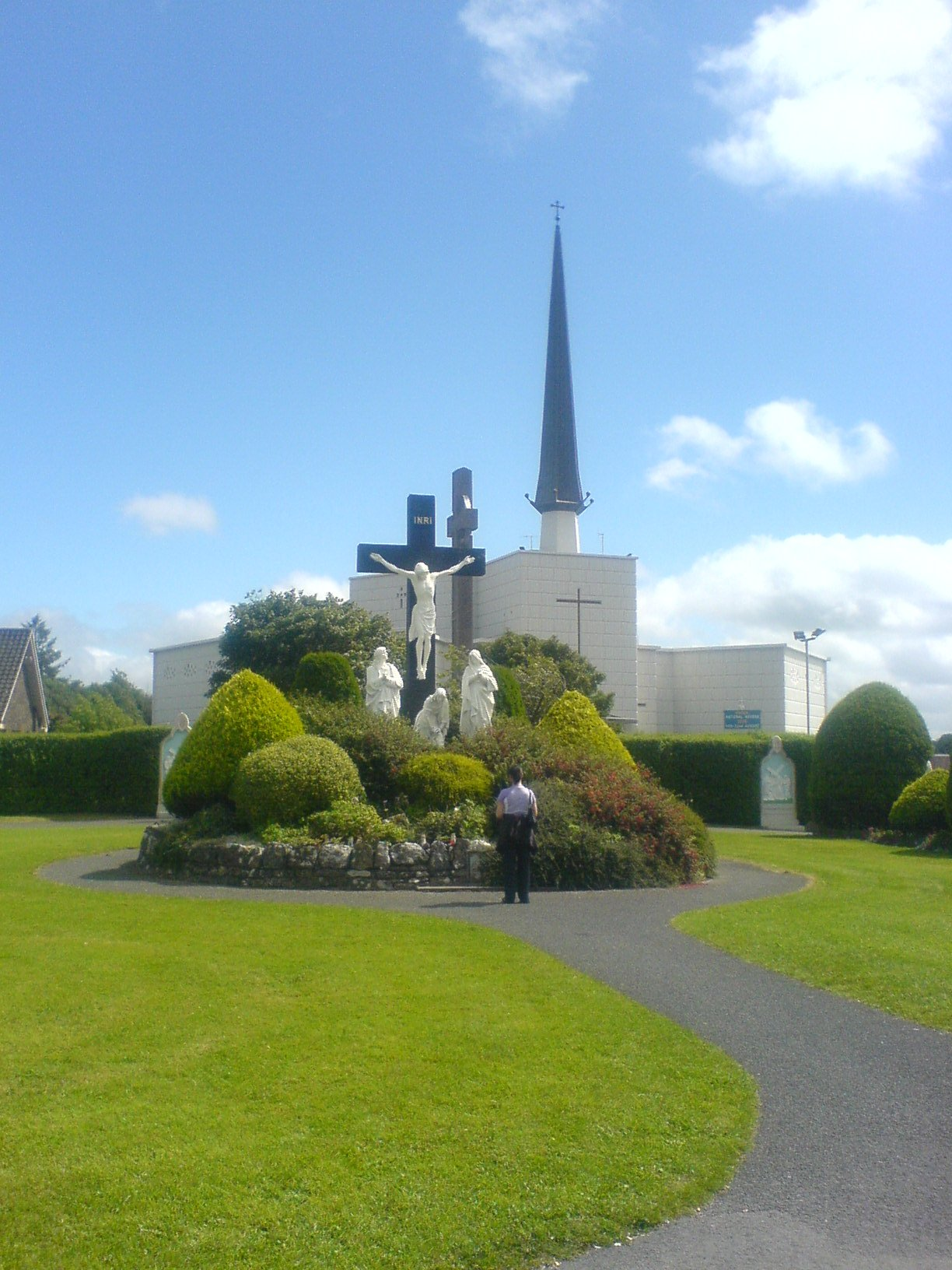
Vue du sanctuaire de Notre-Dame de Knock et de l'église Notre-Dame Reine d'Irlande.

Le sanctuaire de Knock (ou sanctuaire de Notre-Dame de Knock, est un sanctuaire situé à Knock en Irlande. Il célèbre l'apparition mariale de Knock survenue en 1879 et qui a été reconnue comme authentique par l'Église catholique en 1936.
Immédiatement, des pèlerinages s'organisent sur le « lieu de l'apparition », et le petit village de Knock reçoit d'importantes visites de pèlerins dès 1880, dont beaucoup viennent chercher une guérison physique, au point que Knock est rapidement dénommé le « Lourdes irlandais ». La croissance rapide du pèlerinage se réduit néanmoins après quelques années, un des points parfois évoqués étant le manque d'infrastructures pour accueillir les pèlerins. En 1935, la Société du sanctuaire de Knock est créée pour promouvoir l'amélioration de l'accueil des pèlerins et des malades en développant les infrastructures du sanctuaire. En 1976, une grande église « Notre-Dame Reine d'Irlande » est construite pour accueillir les pèlerins. L'église est élevée au rang de basilique en 1979 à l'occasion de la visite du pape Jean-Paul II,.
Le sanctuaire continue de se développer et d'attirer près d'un million de pèlerins du monde entier chaque année. La présence d'un aéroport international, construit à proximité, en 1985, permettant de faciliter leurs venues,,.

### Reconnaissances officielles
Le 8 décembre 1954 la statue de Notre-Dame de Knock est couronnée canoniquement, avec l'autorisation du Vatican, à l'issue d'une grande célébration et d'une procession des fidèles dans le sanctuaire de Knock,. En 1976 est construite sur le sanctuaire de Knock, une grande église dédiée à « Notre-Dame Reine d'Irlande ». Sa première pierre de construction a été officiellement bénie par le pape Paul VI en 1974,.
À la suite de ce couronnement canonique, les autorités de l'Église catholique ont manifesté d'autres marques d'attention et de reconnaissance envers le sanctuaire de Knock, et « Notre-Dame de Knock » :
- Le 2 février 1960 (fête de la Chandeleur), le pape Jean XXIII offre une bougie spéciale à Knock[3],[9].
- Le 30 septembre 1979, le pape Jean-Paul II visite le sanctuaire pour célébrer le centenaire de l'apparition. Au cours de cette visite historique, le pape s'est adressé au personnel malade et infirmier, et il a célébré la messe. Le pape a élevé l'église du sanctuaire au rang de basilique mineure, et il a offert une bougie et une rose d'or au sanctuaire. Jean-Paul II est aussi allé prier et s'agenouiller devant le mur de l'apparition[9].
- Le 26 août 2018, le pape François visite le sanctuaire de Knock dans le cadre d'une visite en Irlande pour la 9e rencontre mondiale des familles.

À noter également la visite de Mère Teresa de Calcutta au sanctuaire de Knock en 1993.

### Autres églises
Plusieurs églises dans le monde sont dédiées ou consacrées à Notre-Dame de Knock. Nous pouvons citer :
- la paroisse de Lackagh (en) dans le Comté de Galway (Irlande)
- l'église de Sioux City dans l'Iowa (États-Unis).

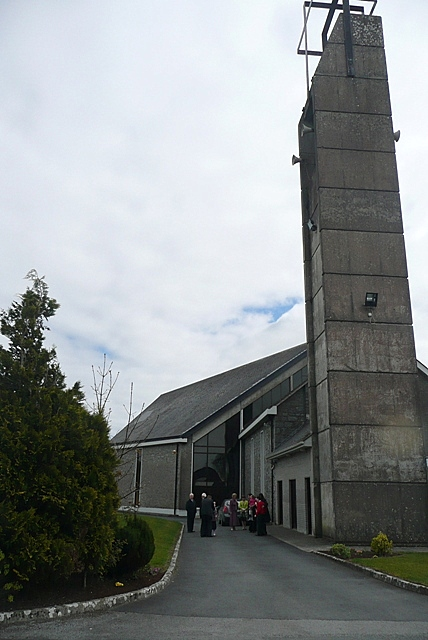
Église de Lackagh (en) dans le Comté de Galway (Irlande).
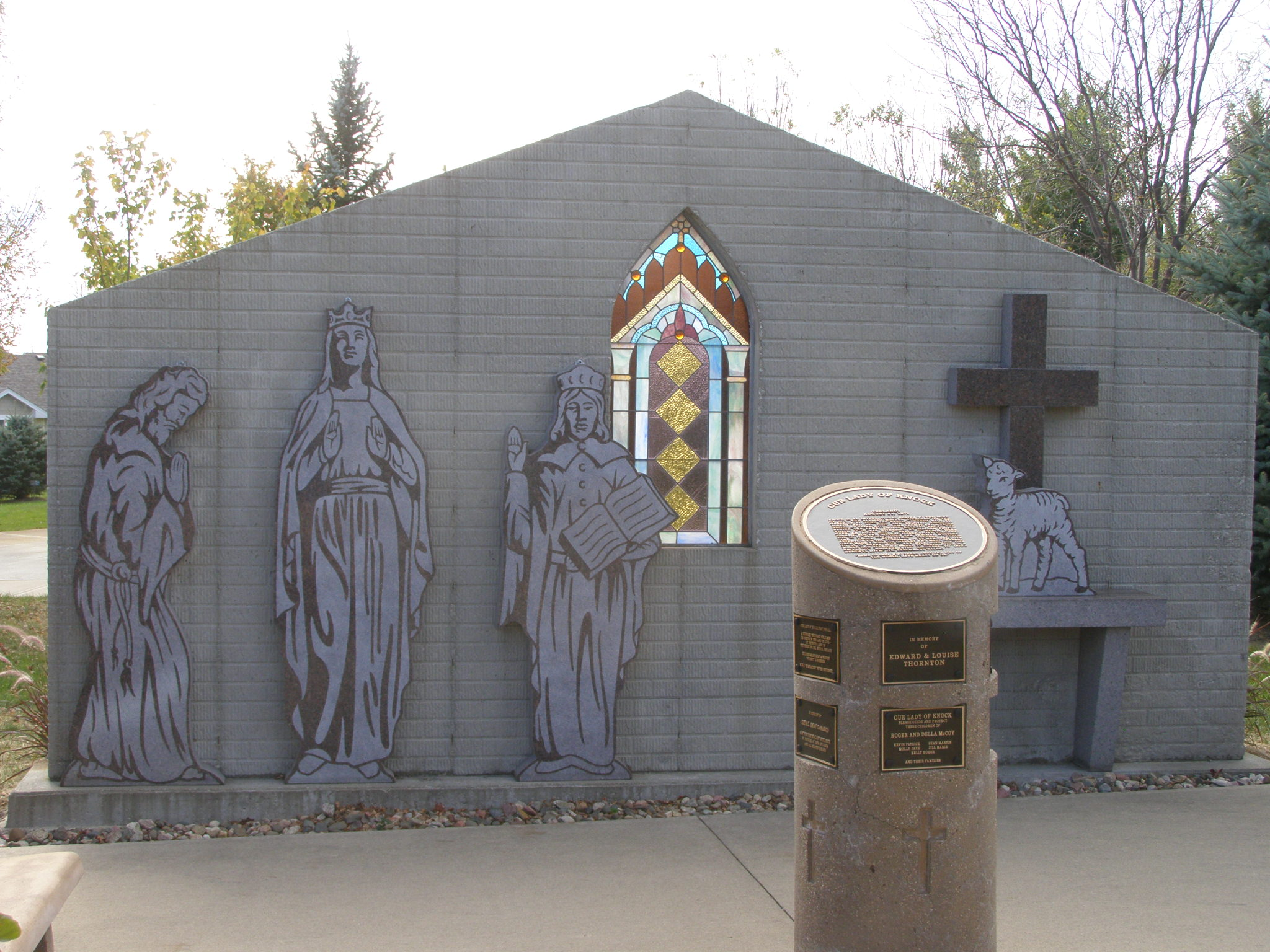
Représentation de l'apparition mariale de Knock devant l'église de Sioux City dans l'Iowa (États-Unis).
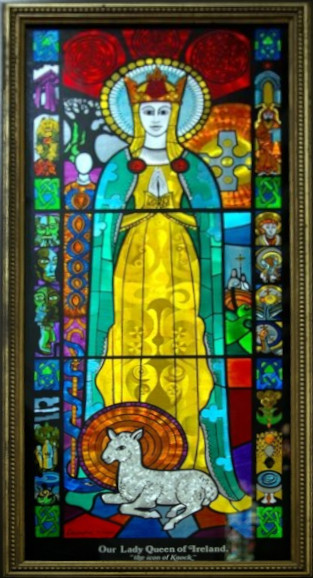
Vitrail de Notre-Dame de Knock dans l'église Saint-Joseph de Clifden (Irlande).
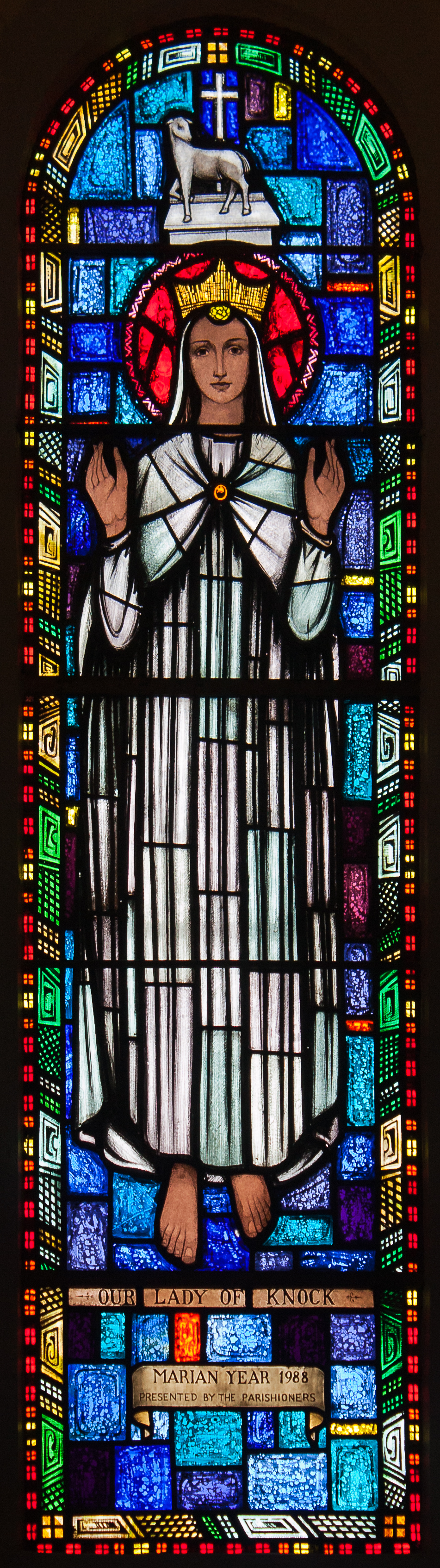
Vitrail de Notre-Dame de Knock dans l'église Saint-Pierre-et-Saint-Paul de Clonmel (Irlande).